# Ophryophryne gerti
Espèce
Statut de conservation UICN

 DD  : Données insuffisantes
Ophryophryne gerti est une espèce d'amphibiens de la famille des Megophryidae.

## Répartition
Cette espèce est endémique de l'Asie du Sud-Est. Elle se rencontre :
- au Laos ;
- au Viêt Nam dans les provinces de Thừa Thiên-Huế, de Quảng Nam, de Gia Lai et de Lâm Đồng.

## Étymologie
Cette espèce est nommée en l'honneur de Gertrud "Gerti" Steiner, une sœur d'Annemarie Ohler.

## Publication originale
- Ohler, 2003 : Revision of the genus Ophryophryne Boulenger, 1903 (Megophryidae) with description of two new species. Alytes, vol. 21, no 1/2, p. 23-42.